# Estadio Juan Ramón Brevé Vargas
El Estadio Juan Ramón Brevé Vargas es un recinto de fútbol en Juticalpa, Honduras. Es la sede del Juticalpa FC y del Olancho FC ambos de la Liga Nacional de Honduras. Fue inaugurado en julio de 2015.

## Historia
La construcción que inició a principios del 2008, sin embargo mismo se fundó en 1994 por don Juan Ramón Brevé Vargas, conocido como "don Moncho" figura pública de la ciudad de juticalpa, con apenas 175 mil lempiras de presupuesto, está a un 80 por ciento para el final de su construcción y todo ha sido gracias al trabajo de una persona que ama más el departamento de Olancho que los olanchanos mismos, como es el padre franciscano Alberto Gaucci, y con la colaboración de miles de personas oriundas de dicho sector del país.
“La idea surgió con el único fin de tener una instalación que sirva a los jóvenes del departamento para que se alejen de las drogas y los malos pasos. Han sido muchos meses de constante trabajo y gracias a Dios pronto será una realidad”, dijo el sacerdote, quien es el gestor de la obra y encargado de administrar los fondos para la construcción.
“Comenzamos con poco dinero, pero con millones de ilusiones y sobre todo oraciones, es una obra donde todos los olanchanos han puesto su granito de arena. Como ejemplo es que el arquitecto, ingeniero y otros más, han trabajado sin cobrar”, agregó Gaucci.
Contrario a otras construcciones donde sobresalen grandes maquinarias, muchos ingenieros y arquitectos supervisando la obra, en el estadio que ahora embellece la entrada de la capital de las “pampas” apenas son 25 albañiles los que trabajan bajo la supervisión del maestro Alfonso Alvarado.
El estadio se inauguró el 12 de julio de 2015 con un partido que enfrentó al Juticalpa F. C. y el Motagua. El partido finalizó con empate 1-1. El primer gol realizado en este estadio fue obra de Miguel Padilla. En el primer partido jugado en este estadio por la Primera División fue el 9 de agosto de 2015, cuando Juticalpa F. C. derrotó al Real España por 2-0, con anotaciones de Wilfredo Barahona (autogol) y Juan José Ocampo.